# Subira Khamis Mgalu
 Subira Khamis Mgalu  (sinh ngày 17 tháng 5 năm 1973), bà là một người Tanzania và thành viên chính trị gia của đảng cầm quyền Chama Cha Mapinduzi (CCM) từ năm 2006 đến nay. Bà là Thứ trưởng Bộ Năng lượng hiện tại. Bà là thành viên của Quốc hội đã được bổ nhiệm một nhiệm kỳ vào chiếc ghế đặc biệt dành riêng cho phụ nữ.

## Tiểu sử và giáo dục
Subira Khamis Mgalu học xong tiểu học từ năm 1981 đến năm 1987, trường trung học nữ Mtwara năm 1988 đến năm 1991 và trường trung học Ndanda năm 1992 đến 1994. Bà học cử nhân Kế toán đầu tiên từ 1996 đến 1999 và bằng thạc sĩ Quản trị Kinh doanh về Tài chính và Ngân hàng từ năm 2006 đến 2008 tại Đại học Mzumbe.

## Sự nghiệp chính trị
Subira Khamis Mgalu tham gia chính trị khi bà còn đi học từ năm 2006. MS Subira, khi còn là Thành viên của Chama Cha Mapinduzi, đã được bầu vào vị trí thành viên Hội đồng Điều hành Khu vực UWT (Umoja wa Wanawake Tanzania) của Chama cha Mapinduzi trong một số năm, Subira Khamis Mgalu được bổ nhiệm làm Thứ trưởng Bộ Năng lượng vào năm 2017 bởi Chủ tịch Cộng hòa Thống nhất Tanzania. Đây là sự xuất sắc của ông John Magufuli trong những thay đổi mà ông đã thực hiện vào ngày 7 tháng 10 năm 2017. She serves under cabinet Minister Dr. Medard Matogolo Kalemani  Từ năm 2011 đến 2015, bà là thành viên của các ủy ban khác nhau của Ủy ban Quốc hội, như Ủy ban Tài khoản Chính quyền Địa phương, Ủy ban Tài chính và Kinh tế và Ủy ban Nông nghiệp, Chăn nuôi và Nước.
Là thành viên của Nghị viện ở Tanzania, phục vụ cho nhiệm kỳ thứ 2, lần đầu tiên bà được bổ nhiệm vào năm 2010, và sau đó cho nhiệm kỳ thứ hai vào năm 2015 cho một ghế đặc biệt dành riêng cho phụ nữ. Bà đã trở thành Thứ trưởng Bộ Năng lượng vào năm 2017.

## Công việc trước sự nghiệp chính trị
| Năm         | Position                                | Organization                                                                     |
| ----------- | --------------------------------------- | -------------------------------------------------------------------------------- |
| 2012 - 2015 | District Commissioner-Muheza & Kisarawe | Prime Minister's Office Regional Administration and Local government Authorities |
| 2009 - 2010 | Auditor in Charge                       | President Office-State                                                           |
| 2008 - 2009 | Auditor in Charge-Pwani                 | National Audit Office                                                            |
| 2005 - 2008 | Senior Auditor                          | National Audit Office                                                            |
| 2004 - 2005 | Acting Chief Accountant                 | National Audit Office                                                            |
| 1999 - 2001 | Accountant III                          | Mtwara Municipality                                                              |
| 2001 - 2004 | Auditor III                             | National Audit Office                                                            |